# Enrico di Orange-Nassau
Guglielmo Federico Enrico di Orange-Nassau (Baarn, 13 giugno 1820 – Castello di Walferdange, 13 gennaio 1879) è stato un ammiraglio olandese, membro del casato di Orange-Nassau.

## Biografia
Era il terzogenito di re Guglielmo II dei Paesi Bassi e di Anna Pavlovna Romanova; Enrico apparteneva al casato reale olandese degli Orange-Nassau e fu sempre molto orgoglioso della sua discendenza da Guglielmo I d'Orange, che liberò i Paesi Bassi dagli spagnoli.
Enrico, che ricevette la nominale reggenza del Lussemburgo da suo padre Guglielmo II, decise di intraprendere la carriera militare come ufficiale di marina; nel 1845 ricevette il grado nominale di capitano di vascello della Marina Olandese, e si dedicò all'amministrazione delle colonie olandesi in Indonesia, dimostrandosi un governatore abile e coscienzioso, soprattutto molto liberale e diplomatico nelle relazioni; intrattenne inoltre negoziati segreti con gli inglesi per acquistare all'Olanda la Malaysia e vendere alla Gran Bretagna l'Isola di Giacarta, ma questi negoziati furono fatti fallire dal governo olandese.
Di temperamento focoso che spesso sfociava nella violenza, aveva dichiarato che non si sarebbe mai sposato, ma fu convinto a sposarsi da suo fratello Guglielmo, che non aveva discendenza; sposò infatti il 20 maggio 1853 la principessina Amalia di Sassonia-Weimar-Eisenach, figlia del duca Bernardo; Amalia rimase tanto colpita dal brutto aspetto di Enrico e dalle sue maniere rudi e dal suo parlare talvolta scurrile, da non voler mai avere a che fare con il marito, vivendo in compagnia di suo suocera Anna Pavlovna a L'Aia, mentre suo marito, insignito del grado di commodoro, intraprendeva un viaggio in nave intorno al mondo con una piccola flotta, viaggio che durò due anni, ma fu condizionato da lunghissimi scali nei porti internazionali: la flotta si fermò infatti per tre mesi nel porto di New Orléans; a causa di questa sua bizzarria, Enrico fu soprannominato "Il Navigatore".
Dopo la morte di sua moglie Amalia, avvenuta nel 1872, dalla quale non aveva mai avuto figli, Enrico si stabilì a Santiago del Cile, completamente indifferente alla crisi del Lussemburgo, in seguito alla quale esso venne assegnato al casato di Nassau-Weilburg; Enrico, notevolmente alcolizzato, pur non essendo incline al matrimonio si distingueva per la sua inclinazione al libertinaggio; frequentava infatti spessissimo ballerine e cantanti, avendo tra il 1862 e il 1875 sedici figlie da una di questa, la giovanissima adolescente quattordicenne Beatrice Agazzi (1848-1876), di origini italiane; era stato inoltre amante di Maria Carolina di Battenberg (dalla quale aveva avuto otto figli illegittimi) e di Maria Anna di Anhalt, moglie del principe Federico Carlo di Prussia, che stanco degli adulteri della moglie diede in sposa sua figlia, Maria di Prussia (1855-1888) ad Enrico nel 1878; la coppia non ebbe figli, ma Maria andò incontro a tre aborti in due anni; essendo tutti i figli di Enrico illegittimi, furono tutti esclusi dalla successione al trono olandese; nel 1877 aveva ricevuto il grado di ammiraglio.

## Ascendenza
|                              |                      |                                         | Genitori                                       |  |  | Nonni |  |  | Bisnonni                     |  |  | Trisnonni                     |  |
|                              |                      |                                         |                                                |  |  |       |  |  | Guglielmo V di Orange-Nassau |  |  | Guglielmo IV di Orange-Nassau |  |
|                              |                      |                                         |                                                |  |  |       |  |  | Guglielmo V di Orange-Nassau |  |  | Guglielmo IV di Orange-Nassau |  |
|                              |                      | Anna di Hannover                        |                                                |  |  |       |  |  | Guglielmo V di Orange-Nassau |  |  |                               |  |
| Guglielmo I dei Paesi Bassi  |                      |                                         |                                                |  |  |       |  |  | Guglielmo V di Orange-Nassau |  |  |                               |  |
|                              |                      | Guglielmina di Prussia                  | Augusto Guglielmo di Prussia                   |  |  |       |  |  |                              |  |  |                               |  |
|                              |                      | Guglielmina di Prussia                  | Augusto Guglielmo di Prussia                   |  |  |       |  |  |                              |  |  |                               |  |
|                              |                      | Guglielmina di Prussia                  | Luisa Amalia di Brunswick-Wolfenbüttel         |  |  |       |  |  |                              |  |  |                               |  |
| Guglielmo II dei Paesi Bassi |                      | Guglielmina di Prussia                  |                                                |  |  |       |  |  |                              |  |  |                               |  |
|                              |                      | Federico Guglielmo II di Prussia        | Augusto Guglielmo di Prussia                   |  |  |       |  |  |                              |  |  |                               |  |
|                              |                      | Federico Guglielmo II di Prussia        | Augusto Guglielmo di Prussia                   |  |  |       |  |  |                              |  |  |                               |  |
|                              |                      | Federico Guglielmo II di Prussia        | Luisa Amalia di Brunswick-Wolfenbüttel         |  |  |       |  |  |                              |  |  |                               |  |
| Guglielmina di Prussia       |                      | Federico Guglielmo II di Prussia        |                                                |  |  |       |  |  |                              |  |  |                               |  |
|                              |                      | Federica Luisa d'Assia-Darmstadt        | Luigi IX d'Assia-Darmstadt                     |  |  |       |  |  |                              |  |  |                               |  |
|                              |                      | Federica Luisa d'Assia-Darmstadt        | Luigi IX d'Assia-Darmstadt                     |  |  |       |  |  |                              |  |  |                               |  |
|                              |                      | Federica Luisa d'Assia-Darmstadt        | Carolina del Palatinato-Zweibrücken-Birkenfeld |  |  |       |  |  |                              |  |  |                               |  |
| Enrico di Orange-Nassau      |                      | Federica Luisa d'Assia-Darmstadt        |                                                |  |  |       |  |  |                              |  |  |                               |  |
|                              | Pietro III di Russia | Carlo Federico di Holstein-Gottorp      |                                                |  |  |       |  |  |                              |  |  |                               |  |
|                              | Pietro III di Russia | Carlo Federico di Holstein-Gottorp      |                                                |  |  |       |  |  |                              |  |  |                               |  |
|                              | Pietro III di Russia | Anna Petrovna Romanova                  |                                                |  |  |       |  |  |                              |  |  |                               |  |
| Paolo I di Russia            | Pietro III di Russia |                                         |                                                |  |  |       |  |  |                              |  |  |                               |  |
|                              |                      | Caterina II di Russia                   | Cristiano Augusto di Anhalt-Zerbst             |  |  |       |  |  |                              |  |  |                               |  |
|                              |                      | Caterina II di Russia                   | Cristiano Augusto di Anhalt-Zerbst             |  |  |       |  |  |                              |  |  |                               |  |
|                              |                      | Caterina II di Russia                   | Giovanna di Holstein-Gottorp                   |  |  |       |  |  |                              |  |  |                               |  |
| Anna Pavlovna Romanova       |                      | Caterina II di Russia                   |                                                |  |  |       |  |  |                              |  |  |                               |  |
|                              |                      | Federico II Eugenio di Württemberg      | Carlo I Alessandro di Württemberg              |  |  |       |  |  |                              |  |  |                               |  |
|                              |                      | Federico II Eugenio di Württemberg      | Carlo I Alessandro di Württemberg              |  |  |       |  |  |                              |  |  |                               |  |
|                              |                      | Federico II Eugenio di Württemberg      | Maria Augusta di Thurn und Taxis               |  |  |       |  |  |                              |  |  |                               |  |
| Sofia Dorotea di Württemberg |                      | Federico II Eugenio di Württemberg      |                                                |  |  |       |  |  |                              |  |  |                               |  |
|                              |                      | Federica Dorotea di Brandeburgo-Schwedt | Federico Guglielmo di Brandeburgo-Schwedt      |  |  |       |  |  |                              |  |  |                               |  |
|                              |                      | Federica Dorotea di Brandeburgo-Schwedt | Federico Guglielmo di Brandeburgo-Schwedt      |  |  |       |  |  |                              |  |  |                               |  |
|                              |                      | Federica Dorotea di Brandeburgo-Schwedt | Sofia Dorotea di Prussia                       |  |  |       |  |  |                              |  |  |                               |  |
|                              |                      | Federica Dorotea di Brandeburgo-Schwedt |                                                |  |  |       |  |  |                              |  |  |                               |  |